# Chenopodium tomentosum
Chenopodium tomentosum là loài thực vật có hoa thuộc họ Dền. Loài này được Thouars mô tả khoa học đầu tiên năm 1808.